# World Vision International
World Vision International es una organización internacional de ayuda humanitaria sin fines de lucro, basada en los valores cristianos. Su sede internacional se encuentra en Londres, Reino Unido y su presidente actual es Andrew Morley.

## Historia
Robert Pierce (Bob), se convirtió en misionero baptista y fue a Corea en 1947. La pobreza, el sufrimiento humano y la situación de los huérfanos conmueven a Pierce. Cuando se encuentra con una misionera en una isla de Amoy, y esta le presenta a una niña abandonada por su familia, Pierce le dio sus últimos cinco dólares y le prometió enviarle la misma cantidad cada mes. De este modo y con este primer apadrinamiento simbólico, en 1950 Pierce fundó World Vision International. El primer programa de colaboración con otra comunidad comenzó tres años después como respuesta a las necesidades de los cientos de miles de huérfanos que dejó la guerra de Corea. En 1979, ella cofundó con la Asociación Evangelística Billy Graham, el Consejo Evangélico para la Responsabilidad Financiera.

## Estructura organizacional
En 2022, trabajó en 100 países y tenía 35,000 empleados. Funciona con oficinas nacionales e independientes en cada país, unas dedicadas a la captación de fondos y otras de terreno que reciben los fondos y los emplean en los proyectos. Las principales oficinas ubicadas en Ginebra, Bangkok, Nairobi, Chipre, Los Ángeles, San José de Costa Rica se encargan de coordinar las operaciones comunes a su escenario internacional. Además contribuyen en la toma de decisiones junto con las opiniones de las oficinas locales.

## Programas

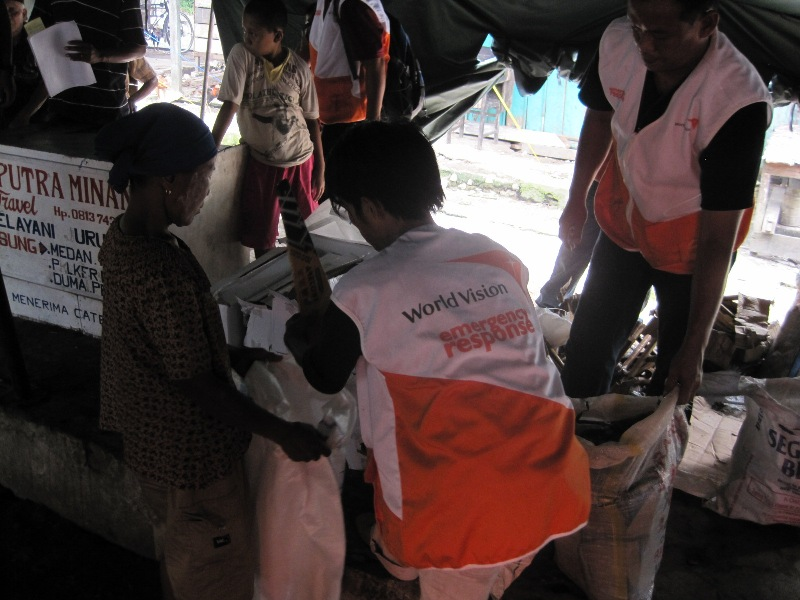
Distribución de alimentos de emergencia en un área de desastre en Indonesia por World Vision International en 2009

Las principales áreas de acción de la organización se centran en al menos cinco áreas: Emergencia, Educación, Salud, Desarrollo Económico y Promoción de los Derechos Humanos. World Vision posee un estatuto de carácter consultivo ante la UNESCO y otras organizaciones de las Naciones Unidas como UNICEF, OMS, ACNUR y OIT. El objetivo de los programas es empoderar a las comunidades.
World Vision trabaja en seis continentes, habiéndose convertido en una de las organizaciones de ayuda humanitaria más grande del mundo. El año 2016 logró recaudar en total más de $2.700 millones de dólares (subvenciones, donaciones de productos, aportes extranjeros, entre otros).

## Certificaciones
World Vision ha recibido buenas certificaciones de gestión de las organizaciones independientes como Better Business Bureau  y Charity Navigator.
A nivel internacional, World Vision subscribe los principios y pautas de trabajo en emergencias de Core Humanitarian Standard on Quality and Accountability, las normas del Proyecto Esfera y el código Internacional de Cruz Roja y Media Luna Roja. También tiene estatus consultivo en el Consejo Económico y Social de Naciones Unidas, y es uno de los principales socios para distribución de alimentos del Programa Mundial de Alimentos (PMA).
Es miembro fundador del Movimiento Global a Favor de la Infancia, e igualmente es miembros y sigue las normas de transparencia de Accountable Now y la Iniciativa Internacional para la Transparencia de la Ayuda (IATI). En Europa también formam parte de Concord y Voice.

## Controversias
Después de su renuncia al cargo de presidente, su fundador Robert Pierce criticó a la organización por su profesionalización a expensas de su fe evangélica y fundó Samaritan's Purse en 1970.
En 2007, un informe anónimo acusó a los trabajadores de Liberia de desviar existencias de alimentos y materiales de construcción para uso personal. La ONG envió investigadores a varias ciudades asociadas del país y estimó que el 90% de su ayuda en el país había desaparecido en fraudes, mientras que los informes mencionaban ciudades que ni siquiera existían. Después de este evento, la organización estableció una línea directa de denuncia de fraude.
World Vision ha sido criticada por su enfoque en comunidades de desarrollo. En ella se estipula que entregar dinero directamente a las familias de los niños apadrinados no funciona, creando celos entre los miembros de una comunidad que no tienen niños apadrinados e incentiva la dependencia monetaria del aporte. Generalmente los niños apadrinados reciben algunos beneficios directos, tales como material y útiles escolares, uniformes y ropa entre otros. World Vision menciona que la contribución por apadrinar a un niño se une a las de otros padrinos y madrinas dentro de una misma comunidad.  De este modo, al tiempo que toda la comunidad se beneficia de agua potable y otros muchos servicios, cada niño recibe atención médica, educación y nutrición.